# Alto Alegre (Roraima)
Alto Alegre este un oraș în Roraima (RR), Brazilia.